# Plaza de la República (estación)
Plaza de la República (antes conocida como Tabacalera) es una de las estaciones que forman parte del Metrobús de la Ciudad de México; se ubica al centro de la Ciudad de México en la alcaldía de Cuauhtémoc.

## Información general
El ícono muestra una vista aérea de la Plaza de la República, ubicada a pocos metros de la estación.
Esta plaza es uno de los grandes espacios abiertos de la Ciudad de México en donde se llevan a cabo grandes manifestaciones y concentraciones de diversas índoles. El enorme espacio se ubica al Poniente de los límites del Centro Histórico de la Ciudad de México, localizado dentro de la demarcación que corresponde a la Colonia Tabacalera, en la Delegación Cuauhtémoc.
Su origen y trazo original de grandes dimensiones corresponde al solar que a comienzos del siglo XX se había asignado para levantar el nuevo y gran edificio del Palacio Legislativo de México diseñado por Émile Benard, uno de los proyectos arquitectónicos asignados a la capital del país cuya función era ponerla a la altura de las modernas metrópolis, siendo ordenada tal obra por el entonces presidente del país, el general Porfirio Díaz. El proyecto no se llevó a cabo debido al inicio del movimiento armado de 1910 y solo se vio levantada la enorme estructura de metal.

## Conectividad

### Conexiones
- Línea 2 del Sistema de Transporte Colectivo de la Ciudad de México
- Rutas de Microbuses

## Sitios de interés
- Monumento de la Revolución
- Museo Nacional de la Revolución
- Hospital de la Luz